# Орослань
О́рослань (венг. Oroszlány) — город на северо-востоке Венгрии (Центрально-Задунайский край), в медье Комаром-Эстергом.
Население Орослани по данным на 2006 год — 19 449 человека. Площадь города — 75,86 км². Плотность населения — 256,38 чел./км².
Город Орослань, как и вся Венгрия, находится в часовом поясе, обозначаемом по международному стандарту как Central European Time (CET). Смещение относительно UTC составляет +1:00 (CET, зимнее время) / +2:00 (CEST, летнее время), так как в этом часовом поясе действует переход на летнее время.
Почтовый индекс — 2840. Телефонный код (+36)34.

## Галерея

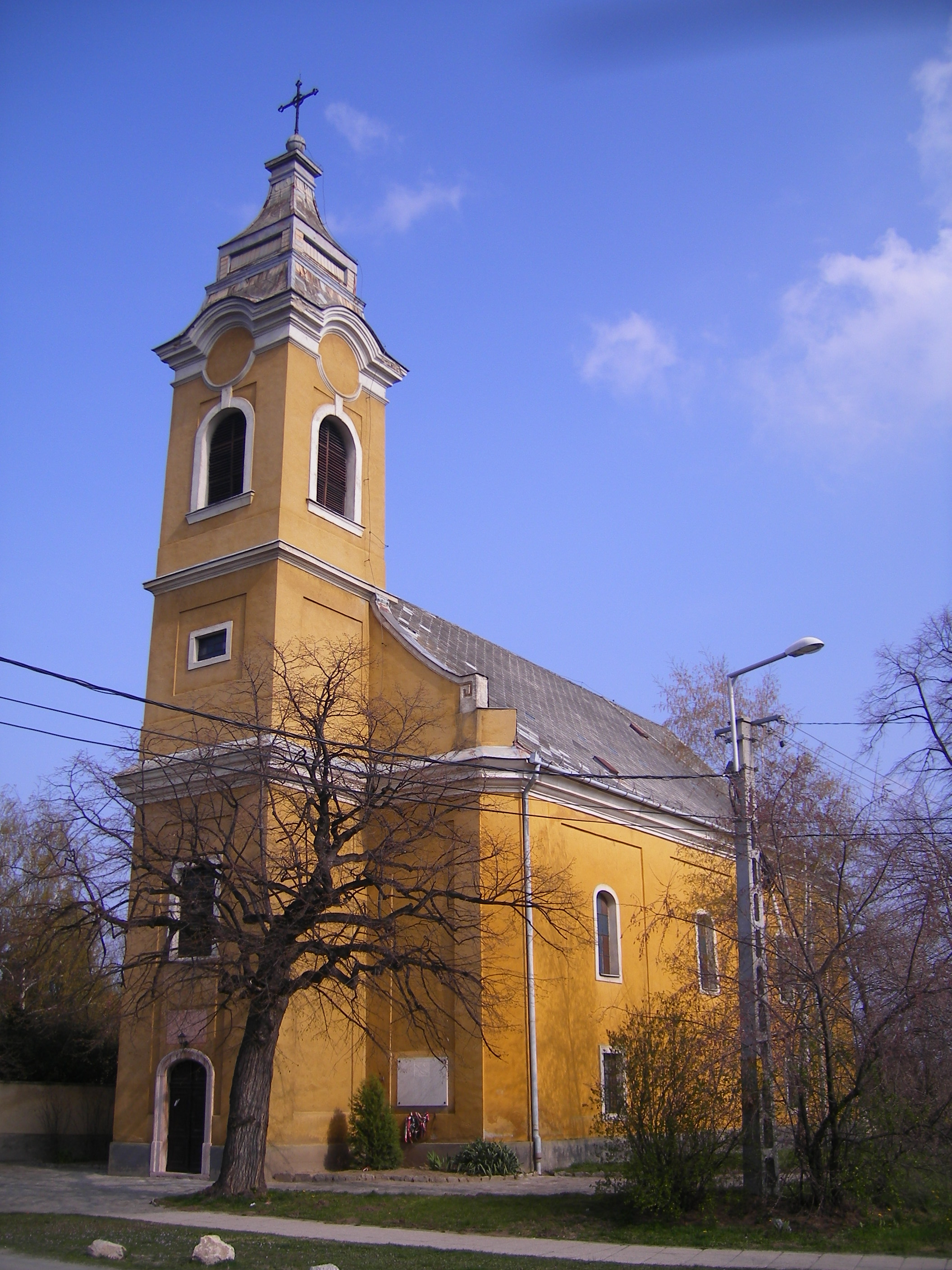
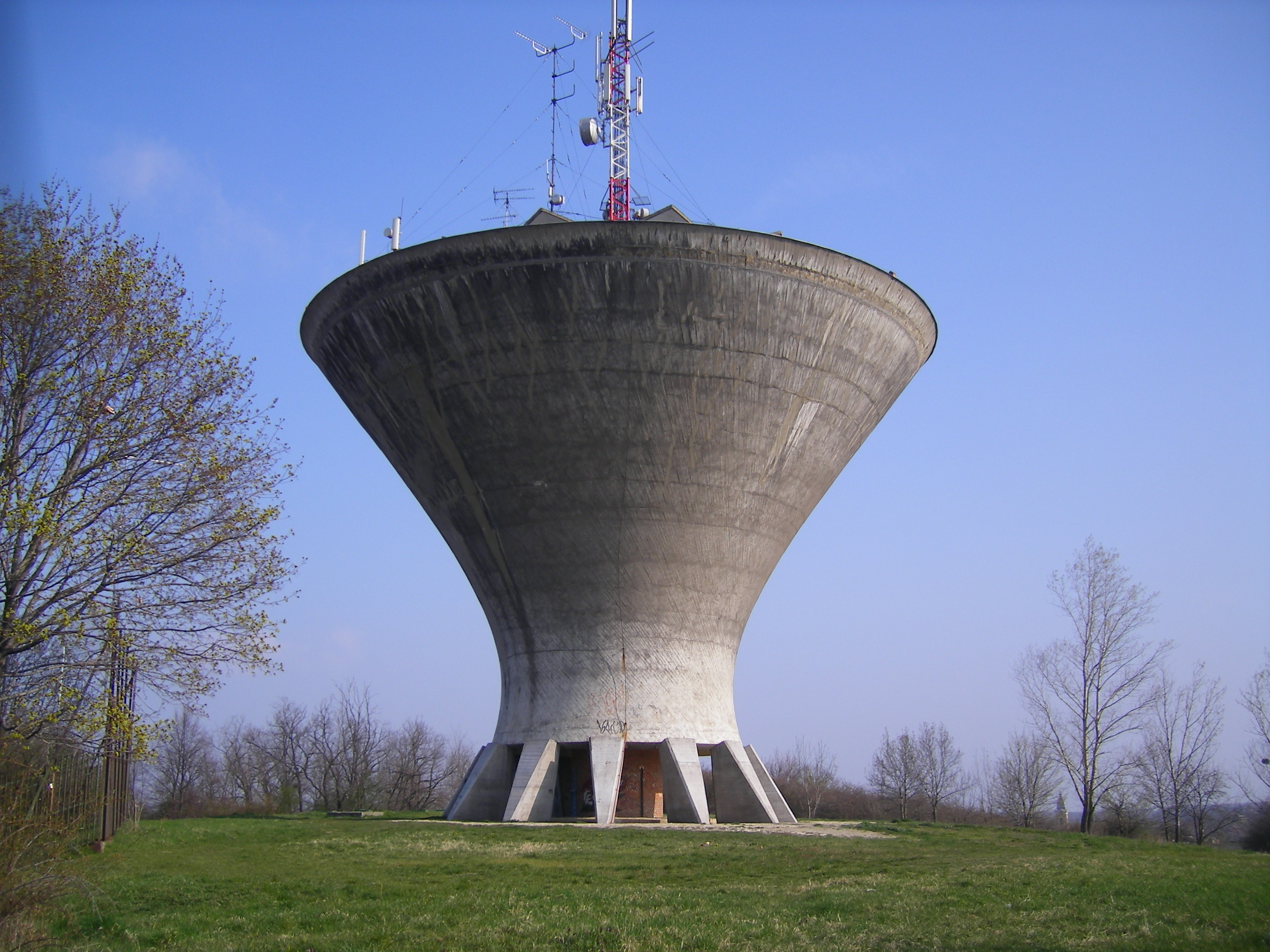
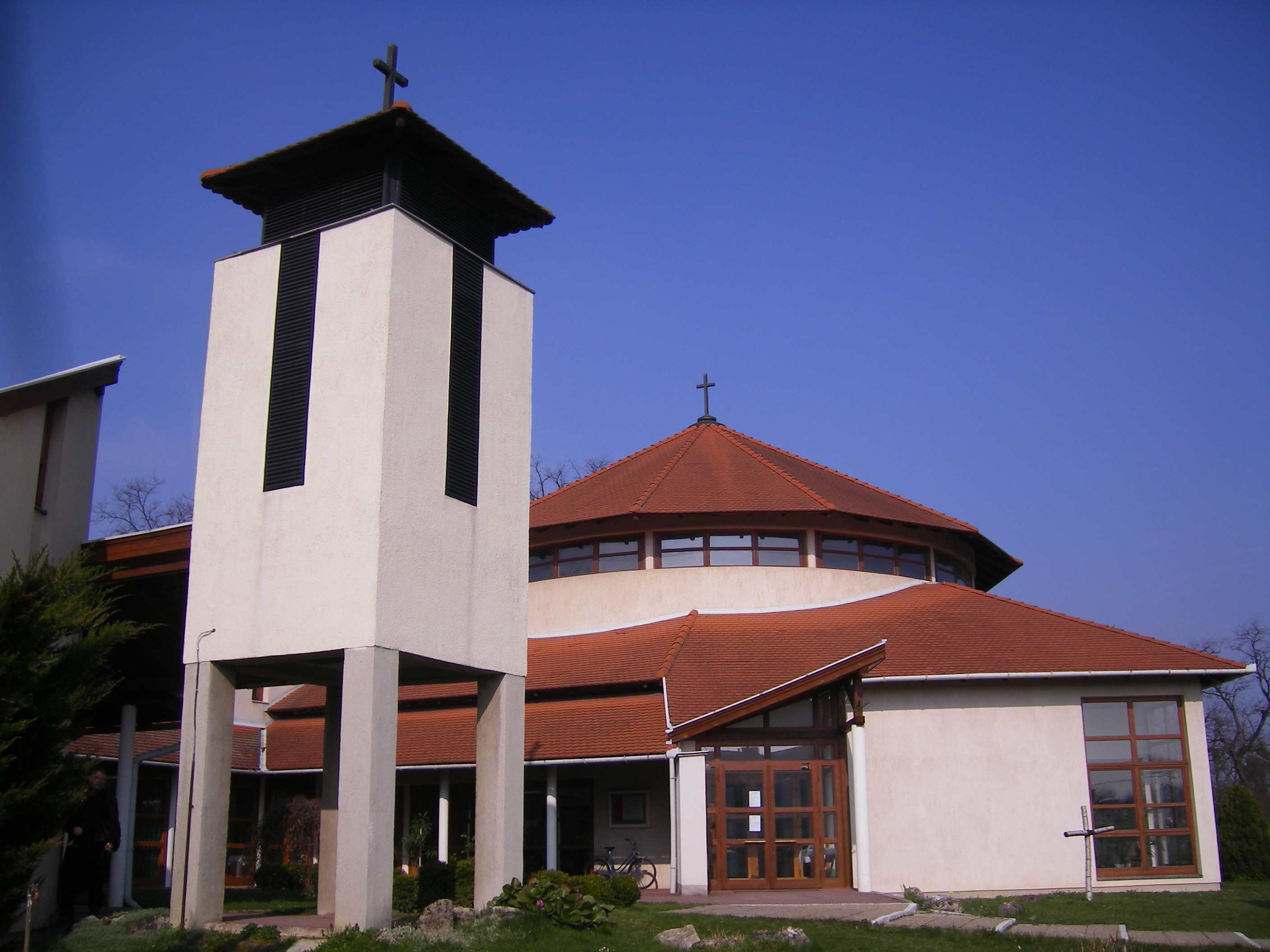

## Население
| Год  | Численность | Численность |
| ---- | ----------- | ----------- |
| 2013 | 18 326      | [ 2 ]       |
| 2014 | 18 139      | [ 3 ]       |
| 2018 | 18 171      | [ 4 ]       |
| 2022 | 18 078      | [ 5 ]       |
| 2023 | 18 064      | [ 6 ]       |
| 2024 | 17 873      | [ 1 ]       |

## Города-побратимы
- Плохинген, Германия
- Шаля (Словакия), Словакия